# Intellectus fidei
intellectus fidei, ein Begriff der Scholastik, wird verstanden und übersetzt als Glaubenseinsicht. Dies kann, entsprechend unterschiedlicher Konzeptionen des Vernunftbegriffs, verschieden aufgefasst werden:
1. als Erkenntnis der Glaubensinhalte mit Hilfe einer weitgehend selbständigen Vernunft („credo, ut agam, ago ut intellegam“, Anselm von Canterbury)
2. als Erkenntnis durch und mit Hilfe des Glaubens als Voraussetzung der Erkenntnis (Thomas von Aquin)

Einen besonderen Akzent in dieser Frage setzen Theorien der Gottesschau (siehe Mystik) und der Gottesbeweise im Rahmen der Natürlichen Theologie.
Siehe auch: Intellekt sowie Fides et ratio